# Upstart
Upstart – otwartoźródłowy program, który obsługuje uruchamianie zadań podczas włączania systemu, zatrzymywanie zadań podczas wyłączania systemu oraz sprawuje nad nimi kontrolę po uruchomieniu. W niektórych uniksopodobnych systemach operacyjnych jest on zamiennikiem dla demona init. Został zaprojektowany w celu likwidacji problemu podłączanych urządzeń, poprzez dynamiczne porządkowanie sekwencji startowej.
Najnowszą wersją jest wersja 1.3.12 (wydana w roku 2014). Od tego czasu system nie jest rozwijany, będzie prawdopodobnie jeszcze utrzymywany do roku 2021, gdyż wtedy kończy się wsparcie dla systemu Ubuntu 16.04 LTS, gdzie ten system został użyty. Rekomendacją dla obecnych użytkowników systemu jest przejście na inną wersję systemu init lub też na systemd.